# منطقه تاریخی فورست هیل (ایندیاناپلیس، ایندیانا)
منطقه تاریخی فورست هیل (انگلیسی: Forest Hills Historic District) یک بافت تاریخی در ایالات متحده آمریکا و یک منطقه تاریخی است که جزو فهرست ثبت ملی اماکن تاریخی در ایندیاناپلیس، ایندیانا قرار دارد. این منطقه شامل ۱۷۳ ساختمان و ۷ سازه مشارکتی در بخش مسکونی ایندیاناپلیس می‌باشد. این مکان بین سال‌های ۱۹۱۱ تا ۱۹۳۵ توسعه یافت و شامل سبک‌های هنری از معماری تودور و کلبه‌های انگلیسی است.
این مکان در ۱۹۸۳ در فهرست ثبت ملی مکان‌های تاریخی قرار گرفت.
این مکان از سطوح مختلف به لحاظ تاریخی یا معماری دارای اهمیت است. ساختمان‌های، بناها، اشیاء و اماکن داخلی این ناحیه تاریخی به‌طور معمول به دو دسته مشارکتی و غیر مشارکتی تقسیم می‌شوند. اندازه مناطق بسیار متفاوت است: در این مکان چند ساختمان بیشتر نیست اما در برخی اماکن تاریخی این منطقه صدها سازه وجود دارد.